# فرد هايمان
فرد هايمان (بالإنجليزية: Fred Hayman)‏ هو شخصية أعمال أمريكي، ولد في 29 مايو 1925 في سانت غالن في سويسرا، وتوفي في 14 أبريل 2016 في ماليبو في الولايات المتحدة.